# Michelle Gomez
Michelle Gomez (Glasgow, 23 de noviembre de 1966) es una actriz escocesa, conocida por sus papeles cómicos en Green Wing, The Book Group y Bad Education, así como por ser la primera intérprete femenina del Amo en Doctor Who.

## Primeros años
Su padre era un fotógrafo de Montserrat, mientras que su madre llevaba una agencia de modelos. Desde el momento que vio una producción de Kiss Me, Kate a los siete años, Gomez quiso ser actriz, y sus padres la animaron. Asistió a la Shawlands Academy entre 1978 y 1983, y estudió en la Royal Scottish Academy of Music and Drama.

## Carrera
El primer papel importante de Gomez fue en The Acid House, basada en tres relatos cortos de Irvine Welsh. Después protagonizó la serie de comedia dramática de Channel 4 The Book Group, antes de conseguir el papel de Sue White en la comedia Green Wing, también en Channel 4. Interpretó a Michelle en Carrie and Barry, y a Sally Bobbins en la comedia de situación de BBC Two Feel the Force. Apareció también en Gunslinger's Revenge.
En 2005, Gomez apareció en la película Chromophobia. En 2006, protagonizó la película The Good Housekeeping Guide. En 2007, protagonizó un drama de Irvine Welsh y Dean Cavanagh titulado Wedding Belles, y protagonizó Boeing boeing en el Comedy Theatre de Londres. Además, en 2007 participó en el audioteatro de Doctor Who titulado Valhalla. En 2008, se unió a la Royal Shakespeare Company, e interpretó a Kate en La fierecilla domada, en el Courtyard Theatre y en el Novello Theatre.
En 2012, Gomez apareció en la película británica The Wedding Video, interpretando a la psicológicamente inestable organizadora de bodas. El mismo año, apareció en la serie cómica británica Bad Education, interpretando a Isobel Pickwell, realizando una segunda temporada en 2013. En 2014, comenzó a producir sketches cómicos como "Heather" en el canal de Youtube de Wildseed Studios.
El 30 de junio de 2014, se anunció que participaría en la octava temporada de Doctor Who. A pesar de que al principio se pensó que solo aparecería en el final de la temporada, Gomez hizo cameos sorpresa en algunos episodios, antes de aparecer en la historia final en dos partes, revelándose en el episodio Agua oscura que se trataba de una encarnación femenina del archienemigo del Doctor, el Amo. En el año 2018 tuvo la oportunidad de interpretar a Madam Satan/Lilith en la serie de Netflix Chilling Adventures of Sabrina.
En 2020 participa en The Flight Attendant, serie de ocho capítulos producida por Kaley Cuoco, en el papel de Miranda. Desde 2021, ella interpreta a Laura De Mille, más conocida como Madame Rouge, en Doom Patrol, actuando como una protagonista principal desde la tercera temporada.

## Vida personal
Desde el 1 de mayo de 2000, está casada con el actor Jack Davenport, con quien tiene un hijo, Harry (2010).

## Filmografía

### Film
| Año  | Título               | Rol                         | Notas                  |
| ---- | -------------------- | --------------------------- | ---------------------- |
| 1998 | The Acid House       | Catriona                    | Segmento: A Soft Touch |
| 1998 | Gunslinger's Revenge | Chica de cuero              |                        |
| 1999 | New World Disorder   | Annika "Amethyst" Rains     |                        |
| 1999 | The Escort           | Anfitriona                  |                        |
| 1999 | Ticks                | Chica estresada al teléfono | Corto                  |
| 2000 | Offending Angels     | Exnovia de Baggy            |                        |
| 2001 | Subterrain           | Desconocido                 |                        |
| 2005 | Chromophobia         | Bushey                      |                        |
| 2005 | Meat the Campbells   | Mrs. Campbell               | Corto                  |
| 2012 | The Wedding Video    | Planeadora de bodas         |                        |
| 2021 | The Loud House Movie | Morag (voz)                 |                        |

### Televisión
| Año       | Título                            | Rol                                  | Notas                                                                                                   |
| --------- | --------------------------------- | ------------------------------------ | --- |
| 1989      | First and Last                    | Enfermera                            | Film para TV                                                                                            |
| 1992      | Taggart                           | Peluquera                            | Episodio: "Nest of Vipers"                                                                              |
| 1996      | The Bill                          | Penny Grice                          | Episodio: "Toe the Line"                                                                                |
| 1998      | The Bill                          | Carrie Bennett                       | Episodio: "Dog Eat Dog"                                                                                 |
| 1999      | Taggart                           | Harriet Bailes                       | Episodio: "Bloodlines"                                                                                  |
| 1999      | Highlander: The Raven             | Talia Bauer                          | Episodio: "Inferno"                                                                                     |
| 2001      | Rebus                             | Caro Rattray                         | Episodio: "Mortal Causes"                                                                               |
| 2002      | My Family                         | Sharon                               | Episodio: "The Second Greatest Story Ever Told"                                                         |
| 2002–2003 | The Book Group                    | Janice McCann                        | 12 episodios                                                                                            |
| 2003      | Ready When You Are, Mr. McGill    | Judy                                 | Film para TV                                                                                            |
| 2003      | Manchild                          | Kitty                                | Episodio: "#2.2"                                                                                        |
| 2005      | Murder in Suburbia                | Anita Green                          | Episodio: "Death of an Estate Agent"                                                                    |
| 2004–2005 | Carrie and Barry                  | Michelle                             | 12 episodios                                                                                            |
| 2004–2007 | Green Wing                        | Sue White                            | 18 episodios                                                                                            |
| 2006      | Feel the Force                    | Sally Bobbins                        | 6 episodios                                                                                             |
| 2006      | The Good Housekeeping Guide       | Jenny                                | Film para TV                                                                                            |
| 2006      | Secret Policeman's Ball sketch    | Sue White                            | Especial de TV                                                                                          |
| 2007      | Oliver Twist                      | Mrs. Sowerberry                      | 2 episodios                                                                                             |
| 2007      | Wedding Belles                    | Amanda                               | Film para TV                                                                                            |
| 2009      | Svengali                          | Francine Hardy                       | Film para TV                                                                                            |
| 2012–2013 | Bad Education                     | Isobel Pickwell                      | 11 episodios                                                                                            |
| 2013      | Playhouse Presents                | Mary, Reina de Escocia               | 6 episodios                                                                                             |
| 2014–2017 | Doctor Who                        | Missy                                | 15 episodios                                                                                            |
| 2015      | The Brink                         | Vanessa                              | 3 episodios                                                                                             |
| 2015      | Gotham                            | La Dama                              | 2 episodios                                                                                             |
| 2016      | The Collection                    | Eliette Malet                        | 2 episodios                                                                                             |
| 2018–2020 | Chilling Adventures of Sabrina    | Lilith / Madam Satan / Mary Wardwell | 36 episodios                                                                                            |
| 2020      | 101 Dalmatian Street              | Cruella de Vil (voz)                 | 4 episodios                                                                                             |
| 2020–2022 | The Flight Attendant              | Miranda Croft                        | Rol central Nominada — Screen Actors Guild Award por Mejor Performance de Grupo en una Serie de Comedia |
| 2020      | DuckTales                         | Matilda McDuck (voz)                 | Episodio: "The Fight for Castle McDuck!"                                                                |
| 2021–2023 | Doom Patrol                       | Laura De Mille / Madame Rouge        | 15 episodios                                                                                            |
| 2023      | Law & Order: Special Victims Unit | Connie Parrish                       | |

### Videojuegos
| Año  | Título              | Rol   | Notas |
| ---- | ------------------- | ----- | ----- |
| 2015 | Lego Dimensions     | Missy |       |
| 2018 | Doctor Who Infinity | Missy |       |